# Зузана Чапутова
Зу́зана Чапутова (словац. Zuzana Čaputová; нар. 21 червня 1973, Братислава, Чехословацька Соціалістична Республіка) — словацька громадська активістка, адвокатка й ліберальний політик. Президент Словаччини з 15 червня 2019 до 15 червня 2024 року. Є однією із засновниць і заступницею голови соціал-ліберальної партії «Прогресивна Словаччина».

## Життєпис

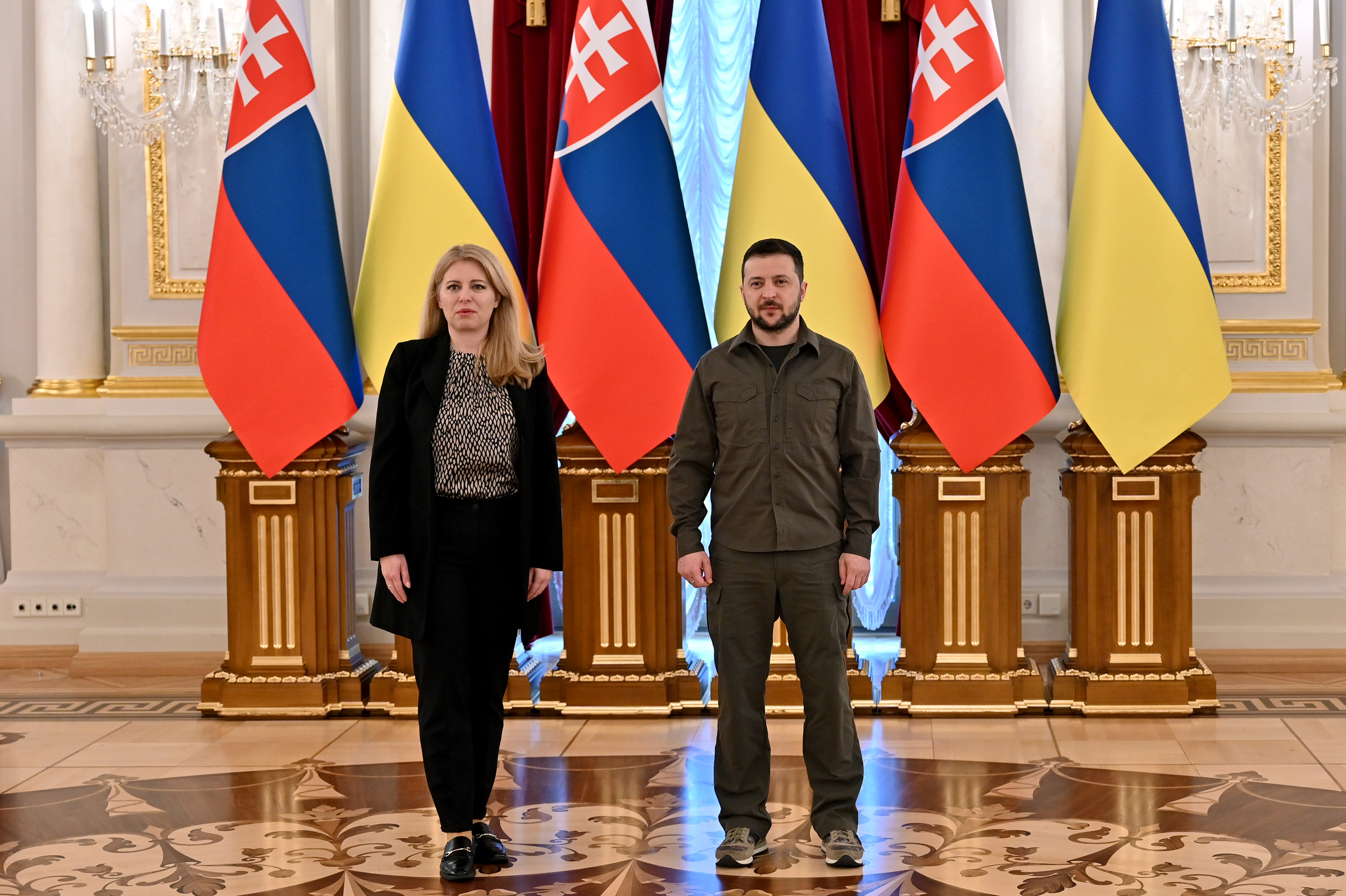
Зустріч з президентом України Володимиром Зеленським в Києві, 31 травня 2022 року

1996 року закінчила юридичний факультет Університету Коменського в Братиславі. Була заступницею мера міста Пезінок. 2016 року отримала екологічну премію Goldman.
З 1998 року працює в третьому секторі, де займається питаннями державного управління та проблемами дітей, які зазнали насильства та експлуатації. Згодом працювала проектним менеджером у громадському об'єднанні «EQ Club» над проектом розвитку місцевої громади.
З 2001 по 2017 рік співпрацювала з громадському об'єднанні VIA IURIS, з 2010 року в якості адвоката. Вона працювала над питаннями верховенства права та сприяння правосуддю в окремих галузях права, таких як функціонування судових органів, підзвітність державних службовців, прозоре управління державною власністю та посилення громадського контролю за діяльністю органів державної влади.
У грудні 2017 року оголосила про вступ до політичної партії «Прогресивна Словаччина», де у січні 2018 року була обрана віце-головою.
У травні 2018 року вирішила балотуватися на посаду Президента Словацької Республіки з метою "відновлення довіри в нашому суспільстві та повернення сили і сенсу цінностям, які нас усіх об'єднують — справедливості, захисту людської гідності та нашої цивілізаційної приналежності до демократичної Європи". Однією з вирішальних причин висунення її кандидатури стало вбивство молодого журналіста та його нареченої у лютому 2018 року.

## Президентство
На президентських виборах 2019 отримала 58,41 % голосів виборців, перемігши в другому турі 30 березня 2019 року Мароша Шефчовича, який набрав 41,59 % голосів. Стала п'ятим словацьким президентом і першою жінкою-президентом в історії Словаччини. У травні 2019 року подала заяву про припинення членства в «Прогресивній Словаччині». Наразі не є членом жодної політичної партії. Вступила на посаду 15 червня 2019 року після інавгурації.
На зустрічі 2022 року з президентом України Володимиром Зеленським у Києві, Зузана Чапутова повідомила, що Словаччина надала Україні систему С-300, обладнання для розмінування, а також підтримала запровадження санкцій щодо Росії. Крім того, її країна підтримала надання Україні статусу кандидата на шляху до членства в ЄС.
31 травня 2022 року під час виступу у Верховній Раді України президент Словаччини Зузана Чапутова, у своїй промові порівняла російського президента Володимира Путіна з Адольфом Гітлером та підкреслила, що Україна героїчно захищає Європу від Росії.

## Нагороди та відзнаки
- Орден Андрія Глінки 1-го ступеня,
- Орден Людовита Штура 1-го ступеня,
- Хрест Мілана Растіслава Штефаника 1-го ступеня,
- Хрест Прібіни 1-го ступеня.
- Екологічна премія Goldman (2016)[12].
- Орден князя Ярослава Мудрого I ст. (Україна, 9 травня 2024) — за вагомий особистий внесок у зміцнення українсько-словацького міждержавного співробітництва, підтримку незалежності та територіальної цілісності України.[13]